# Leitza
Leitza è un comune spagnolo di 2 912 abitanti situato nella comunità autonoma della Navarra.